# Marquesado de Caviedes
El marquesado de Caviedes es un título nobiliario español creado el 5 de abril de 1915 por el rey Alfonso XIII a favor de Rafael de Angulo y Heredia.
Su denominación hace referencia a la localidad de Caviedes, en el municipio de Valdáliga, Cantabria.

## Marqueses de Caviedes
|                           | Titular                                 | Periodo                   |
| Creación por Alfonso XIII | Creación por Alfonso XIII               | Creación por Alfonso XIII |
| ------------------------- | --------------------------------------- | ------------------------- |
| I                         | Rafael de Angulo y Heredia              | 1915-1934                 |
| II                        | Antonio de Angulo y Sánchez de Movellán | 1956-1959                 |
| III                       | Rafael Angulo y García-Ogara            | 1960-1991                 |
| IV                        | Francisco Javier Angulo García          | 1991-2021                 |
| V                         | Francisco Javier Angulo Tuset           | 2022-actual titular       |

## Historia de los marqueses de Caviedes
- Rafael Angulo y Heredia (Matanzas, 11 de mayo de 1850-París, 7 de junio de 1934), I marqués de Caviedes,[2] comendador de la Legión de Francia y caballero Gran Cruz del Mérito Militar.[1]

Casó en primeras nupcias en París, el 1 de febrero de 1882 con María-Baltasara Sánchez de Movellán y Mitjans y en segundas nupcias, el 6 de enero de 1896 con la hermana de su primera esposa,  Isabel Sánchez de Movellán y Mitjans. Sucedió, después de obtener autorización provisional el 9 de abril de 1935 y la convalidación del título en1956, su hijo del segundo matrimonio:
- Antonio de Angulo y Sánchez de Movellán (m. 1959), II marqués de Caviedes.[2][1]

Casó con Isabel García-Ogara y Aguirre. Le sucedió, en 1960, su hijo:
- Rafael Angulo y García-Ogara, III marqués de Caviedes.[1]

Casó con María de los Ángeles García Simón. Le sucedió, en 1991, su hijo:
- Francisco Javier Angulo García, IV marqués de Caviedes.[3]

Sucedió su hijo:
- Francisco Javier Angulo Tuset, V marqués de Caviedes.[3]